# ジヒョン
ジヒョン（じひょん、1983年4月26日 - ）は、韓国出身の韓国人女性モデル。
もともとHENA名義で韓国でモデルをやっていたが、日本でモデル活動をするために2005年に来日し、フロントに所属。その後、オフィスエムアンドビーに移籍。
2012年11月5日に発売された週刊現代（11月17日号）誌上で、野村誠一撮影のヘアヌード写真を披露。女優としても活動するようになった。

## 主な出演

### テレビ
- 『テレビでハングル講座』2013年度版（2013.04.01〜、NHK Eテレ）

### 配信映画
- 拳銃密売の女（2012年）　- レイ 役（主演）[2]

### 雑誌
- 週刊現代（講談社　2012年11月17日号）- グラビア

### 舞台
- 「ドブ、ギワギワの女たち」（2013年3月29日 - 4月1日、AiiA Theater Tokyo）

### その他
- ガンランナーガール（2013年1月公開予定） - 主演